# 白銀町 (新宿區)
35°42′14″N 139°44′16″E / 35.703788°N 139.737741°E
白銀町（日语：／ Shiroganechō */?）是東京都新宿區的町名。不設丁目，部分實施住居表示。2013年8月1日為止的人口有1,265人。郵遞區號為162-0816。

## 地理
位於新宿區東北部。北鄰東五軒町，東北接筑土八幡町，南連神樂坂，西通赤城元町。大久保通通過町內。白銀町以住宅區為主。

## 歷史
白銀町在1988年（昭和63年）2月15日與筑土八幡町、津久戶町、下宮比町等一同實施住居表示，保留舊町名。

### 地名由來
慶長築城時，田安台的貧民遷移至此，因期望能如白金長者開發芝白金而命名。

## 交通
町域內沒有鐵路車站，可利用飯田橋站。西部還可利用東京地下鐵東西線神樂坂站、大江戶線牛込神樂坂站。

## 設施
- 新宿區立白銀公園

## 備註
1. ↑  『角川日本地名大辞典 13　東京都』、角川書店、1991年再版、P874

## 外部連結
- 新宿區役所 （页面存档备份，存于）